# Trasporto

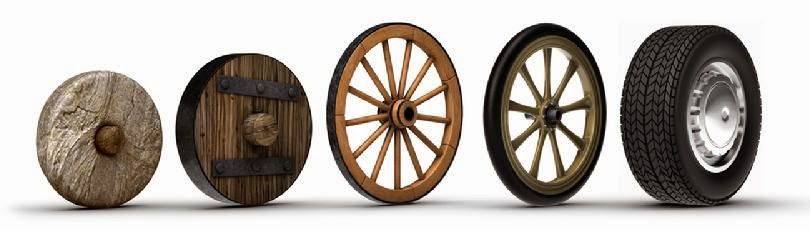
La ruota, di cui qui è sintetizzata l'evoluzione storica, è stata l'innovazione tecnologica che più ha inciso sullo sviluppo dei trasporti.

Il trasporto è un'attività umana che permette lo spostamento di persone, animali, merci e informazioni da un luogo a un altro, utilizzando un tipo di macchina detto veicolo.
Ha una notevole rilevanza economica e sociale perché permette lo scambio dei beni materiali e delle conoscenze, favorendo il rapporto fra gli esseri umani. Il trasporto non va confuso con la comunicazione delle informazioni, perché è differente la loro attuazione.

## Storia

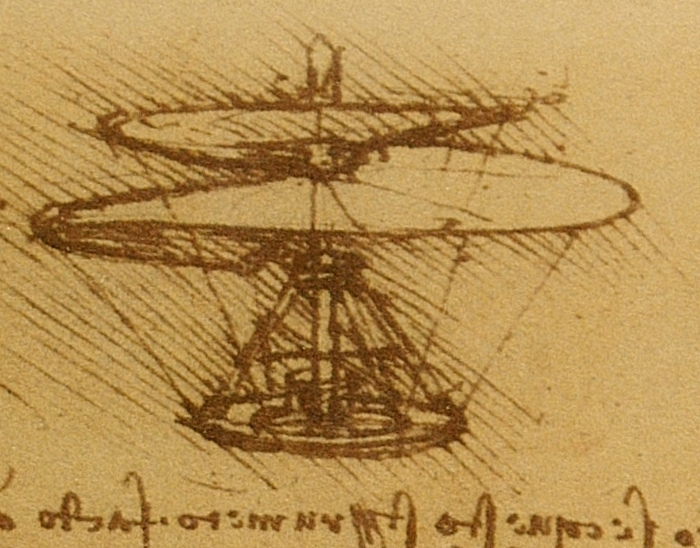
La «vite aerea» di Leonardo da Vinci. Quattro uomini, puntando i piedi sulla piattaforma centrale e facendo forza sulle sbarre fissate all'albero verticale, avrebbero fatto girare su se stesse l'immensa, leggerissima "vite", di dieci metri di diametro. Facendo "presa" nell'aria essa avrebbe fatto innalzare l'intera macchina. Ingegnosa ma irrealizzabile, viene considerata una prima idea dell'elicottero.

I primi mezzi di trasporto usati dagli esseri umani furono il camminare a piedi e il nuotare. L'addomesticamento degli animali introdusse significative migliorie quanto alla velocità, alla durata del viaggio e alla possibilità di trasportare carichi più pesanti, anche col traino di veicoli a slitta o su ruote. Il trasporto via acqua, con la navigazione a remi o a vela, prima della Rivoluzione industriale fu l'unico modo per superare grandi distanze.

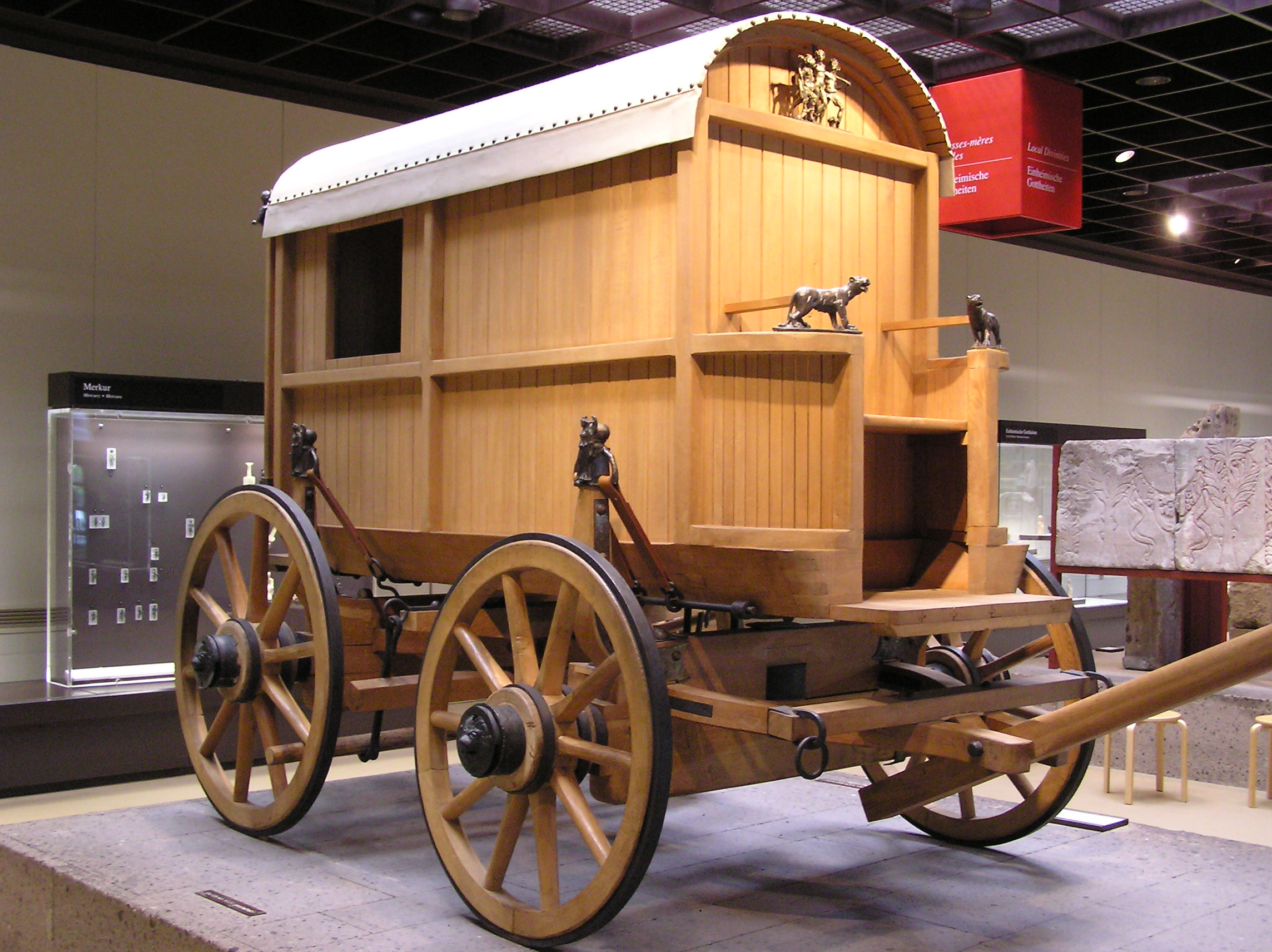
Una ricostruzione di una carrozza coperta, con trazione animale, di epoca romana esposta nel Römisch-Germanisches Museum di Colonia. La rete stradale costruita dagli antichi Romani fu essenziale per mantenere la coesione della Repubblica e dell'Impero.

I sentieri e le strade sterrate vennero presto affiancati, presso alcune civiltà caratterizzate da un'organizzazione sociale e politica più sviluppata e in grado di sostenere, con l'imposizione fiscale, gli oneri di costruzione e di manutenzione, da reti viarie dotate di pavimentazione artificiale. Lo sviluppo delle reti e dei mezzi di trasporto, contribuendo allo sviluppo economico, favorì l'urbanesimo, anche se fino alla fine del Settecento i trasporti rimasero lenti e costosi.
L'introduzione di nuove forme di energia, come quella generata dal motore a vapore e subito applicata ai trasporti con le ferrovie e la navigazione a vapore, svincolarono i trasporti dalla forza muscolare degli animali e dell'uomo, generando quella che la storiografia definisce come rivoluzione dei trasporti. Nell'Ottocento la trazione con mezzi meccanici fu applicata anche al trasporto su strada e, insieme allo sviluppo della navigazione aerea specialmente a partire dall'invenzione dell'aeroplano e all'introduzione delle comunicazioni elettriche (telegrafia, telefonia e poi radio e altri sistemi di comunicazione), caratterizzò l'Ottocento e poi il Novecento come l'epoca dello sviluppo mondiale del sistema dei trasporti.
Dopo la seconda guerra mondiale i trasporti stradali e aerei ridussero notevolmente il ruolo del trasporto ferroviario e marittimo. Dagli anni cinquanta la rapida diffusione del container semplificò il trasporto merci, consentendo una notevole riduzione dei costi interni al sistema e spingendo a una più marcata integrazione fra i vari modi di trasporto. L'introduzione del motore a reazione nel trasporto aereo nazionale e internazionale, insieme allo sviluppo della viabilità stradale e degli autoveicoli, dopo il 1950 ha causato una grave crisi del trasporto ferroviario. A essa le società ferroviarie specialmente europee e asiatiche hanno risposto introducendo, dal 1964 (primo fu il Giappone), linee e treni in grado di sviluppare alte velocità, che sono riusciti a riconquistare significative quote di passeggeri.
All'inizio del XXI secolo il sistema dei trasporti, in tutto il mondo, è caratterizzato da un crescente dinamismo che, se sostenuto da adeguate scelte politiche specialmente di coordinamento e di integrazione fra i modi, potrà contribuire significativamente al riequilibrio tra le aree più o meno avvantaggiate del globo e a una riduzione dell'impatto ambientale.

## Generalità

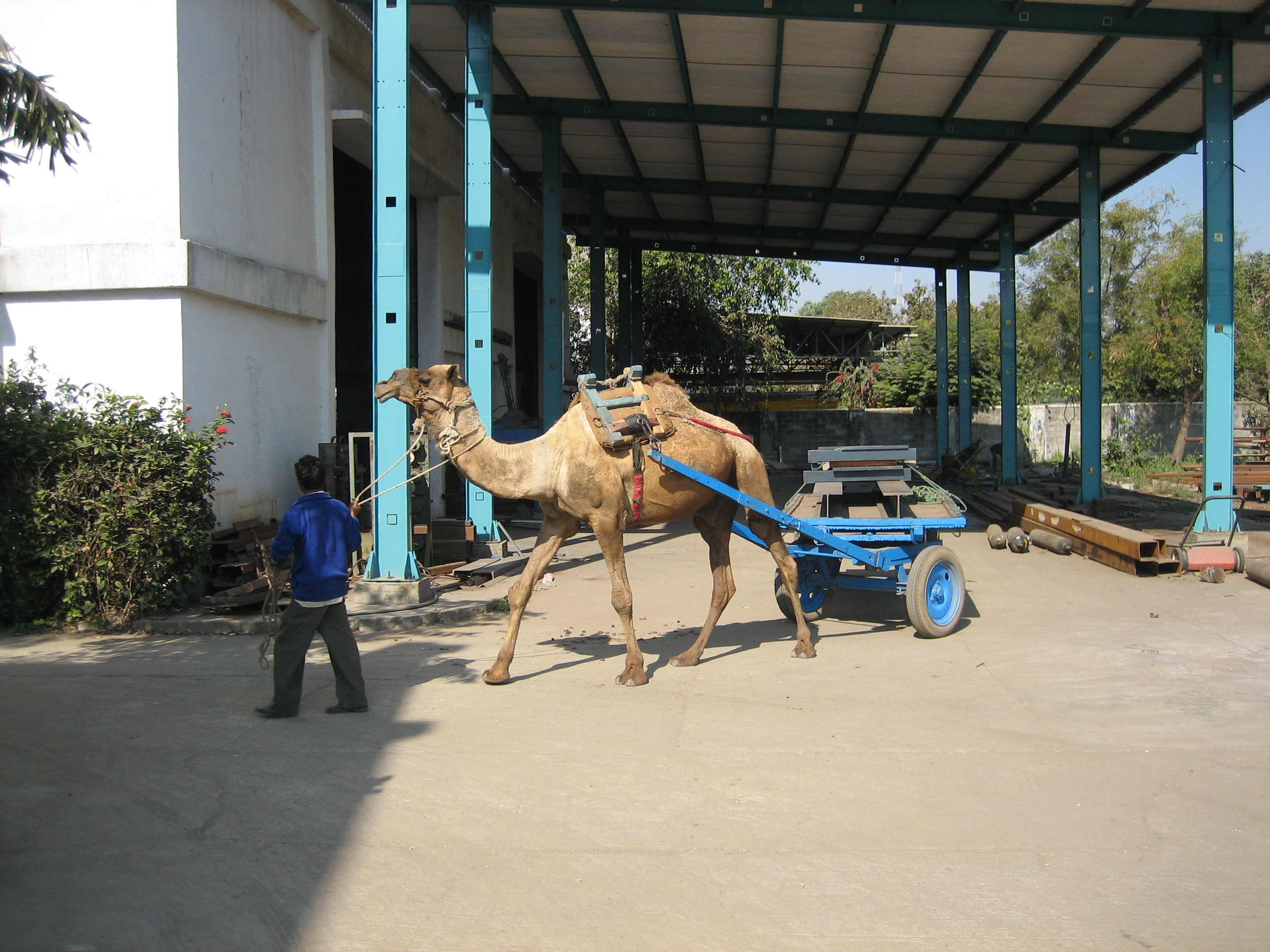
Nel sistema dei trasporti vecchio e nuovo convivono. Nel gennaio 2007, ad Ahmedabad in India, un dromedario viene impiegato per trainare un carro carico di travi metalliche.

Il sistema dei trasporti, che distingue anzitutto i trasporti a guida non vincolata dai trasporti a guida vincolata, comprende le infrastrutture, i veicoli e le attività di gestione. I veicoli si suddividono a seconda del mezzo in cui agiscono (veicoli terrestri, fluviali e marittimi, aerei e spaziali).
Le infrastrutture di trasporto sono costituite dagli impianti fissi, che costituiscono le reti. Le reti sono distinte nelle linee (o "infrastrutture lineari"), su cui viaggiano gli utenti del sistema (pedoni, animali e veicoli), e nei terminali (o "infrastrutture puntuali"), dove il viaggio ha origine e destinazione. Tra le linee si distinguono le strade, le ferrovie, le vie di navigazione (corsi d'acqua e canali) e gli oleodotti. Tra i terminali si distinguono gli aeroporti, le stazioni ferroviarie, le stazioni degli autobus, gli autoporti merci, i porti fluviali e marittimi. I terminali possono essere utilizzati sia per l'interscambio di passeggeri e merci, anche tra veicoli operanti in modo differente (terminali intermodali e interporti), sia per la manutenzione dei veicoli.
Gli utilizzatori del sistema dei trasporti sono gli esseri umani, gli animali (da sella, da soma o da traino, oltre alle mandrie durante la transumanza) e i veicoli a trazione meccanica, che possono comprendere le biciclette, i motocicli, le automobili, gli autobus, gli autocarri, i treni, gli aeromobili tra cui gli aeroplani e gli elicotteri, i natanti da passeggeri e da merci.
L'esercizio dei trasporti comprende sia il modo in cui vengono gestiti i veicoli e la loro circolazione sulle infrastrutture, sia le procedure previste a tal fine, tra cui la pianificazione del sistema e delle sue parti, il coordinamento tra i modi, il finanziamento e la normazione regolamentare e legislativa, che confluiscono nella determinazione delle scelte politiche di settore. Nel settore dei trasporti, l'esercizio e la proprietà delle infrastrutture possono essere sia pubblici sia privati, a seconda del Paese e della modalità di trasporto.
Il trasporto dei passeggeri può essere pubblico, se gli operatori che forniscono il servizio sono di proprietà o controllati direttamente dello Stato o da altri enti di diritto pubblico, o privato se il gestore del servizio è un soggetto di diritto privato. I trasporti svolgono un ruolo importante nella crescita economica e della globalizzazione, ma la maggior parte dei modi di trasporto causa inquinamento atmosferico, inquinamento acustico e utilizza grandi superfici territoriali. Un'efficace pianificazione dei trasporti è essenziale per agevolare il traffico, contrastare la congestione e fronteggiare l'espansione incontrollata dei centri urbani.

## Tipologia

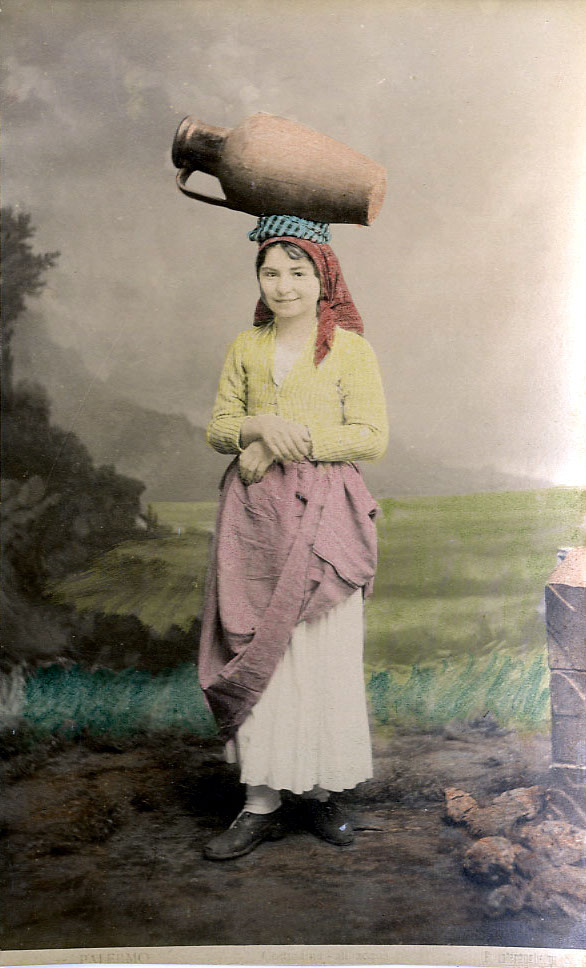
Una donna palermitana del primo Novecento trasporta un'anfora d'acqua potabile.

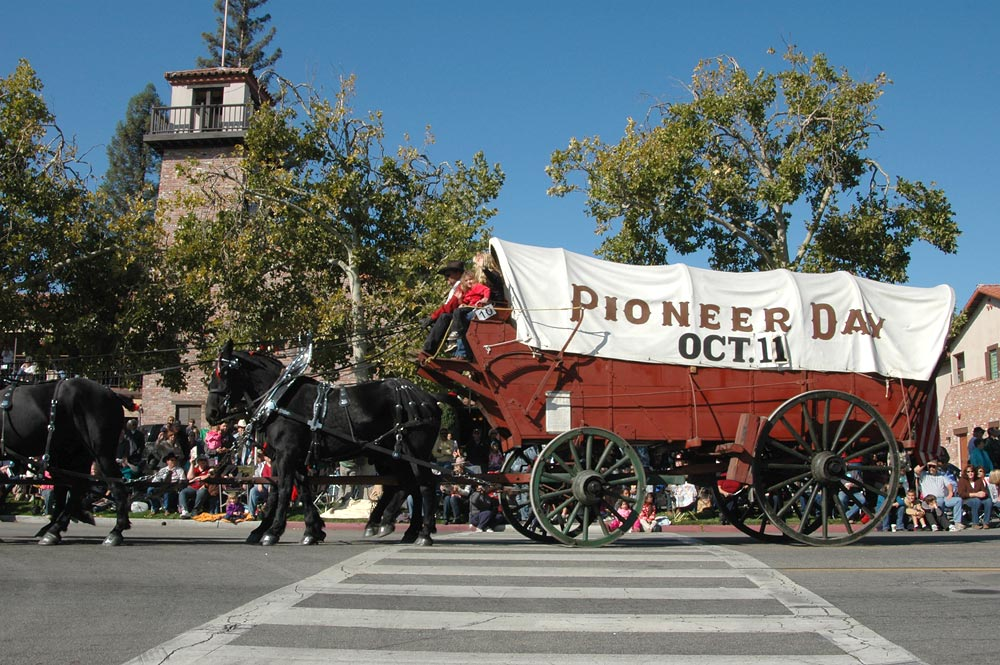
Un carro Conestoga nel 2009 durante una manifestazione rievocativa a Paso Robles. Trainato da buoi, il carro Conestoga costituì il mezzo di trasporto tipico delle carovane dei pionieri statunitensi durante l'espansione verso ovest del XIX secolo

Un modo di trasporto è un'attività che fa uso di un particolare tipo di veicolo, di infrastruttura e di gestione. Il trasporto di viaggiatori o di merci può coinvolgere uno o più modi, e in quest'ultimo caso viene chiamato trasporto intermodale o multimodale. Ogni modo ha i suoi vantaggi e svantaggi, e viene scelto sulla base degli elementi riguardanti il tempo di viaggio, il costo del trasporto e altri come la capacità del mezzo o l'itinerario da percorrere.

### Trasporto personale non motorizzato
Il trasporto personale non motorizzato è il trasporto di persone o merci effettuato utilizzando la forza muscolare dell'uomo, nella forma del camminare, del correre e del nuotare. Essa viene adoperata anche per azionare alcuni tipi di veicoli.
Modo di trasporto a basso impatto ambientale, esso mantiene una grande diffusione per motivi economici e di gestione, specialmente nelle aree poco sviluppate economicamente e in quelle difficilmente accessibili o dove l'impianto di una infrastruttura di trasporto sarebbe eccessivamente oneroso. Viene preferito in alcune attività del tempo libero e costituisce l'oggetto di alcuni sport.
Le tecnologie hanno sviluppato molti tipi di mezzi e macchine in grado di facilitare il trasporto personale non motorizzato, come la bicicletta, i pattini a rotelle, gli sci da neve, le barche a remi, e i velivoli azionati dal vento o dalla forza muscolare umana.

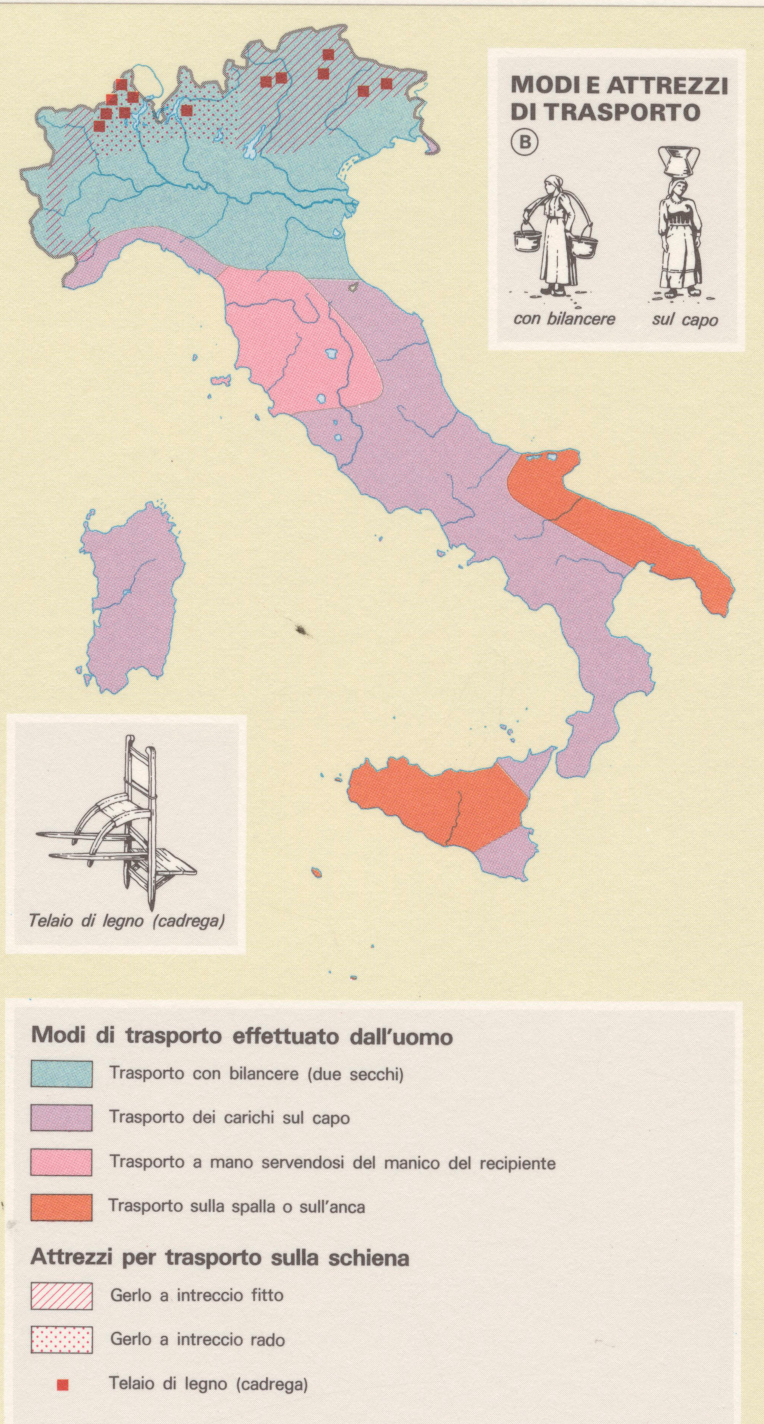
Modi e attrezzi tradizionali per il trasporto di merci effettuato dall'essere umano in Italia.

### Trasporto a trazione animale
Il trasporto a trazione animale è l'uso di animali da lavoro per il movimento di persone e di merci. Gli esseri umani possono cavalcare degli animali direttamente, usarli come animali da soma per il trasporto di merci, o sfruttarli, da soli o in gruppi, per trainare veicoli.

### Trasporti a guida vincolata

#### Trasporti su rotaie

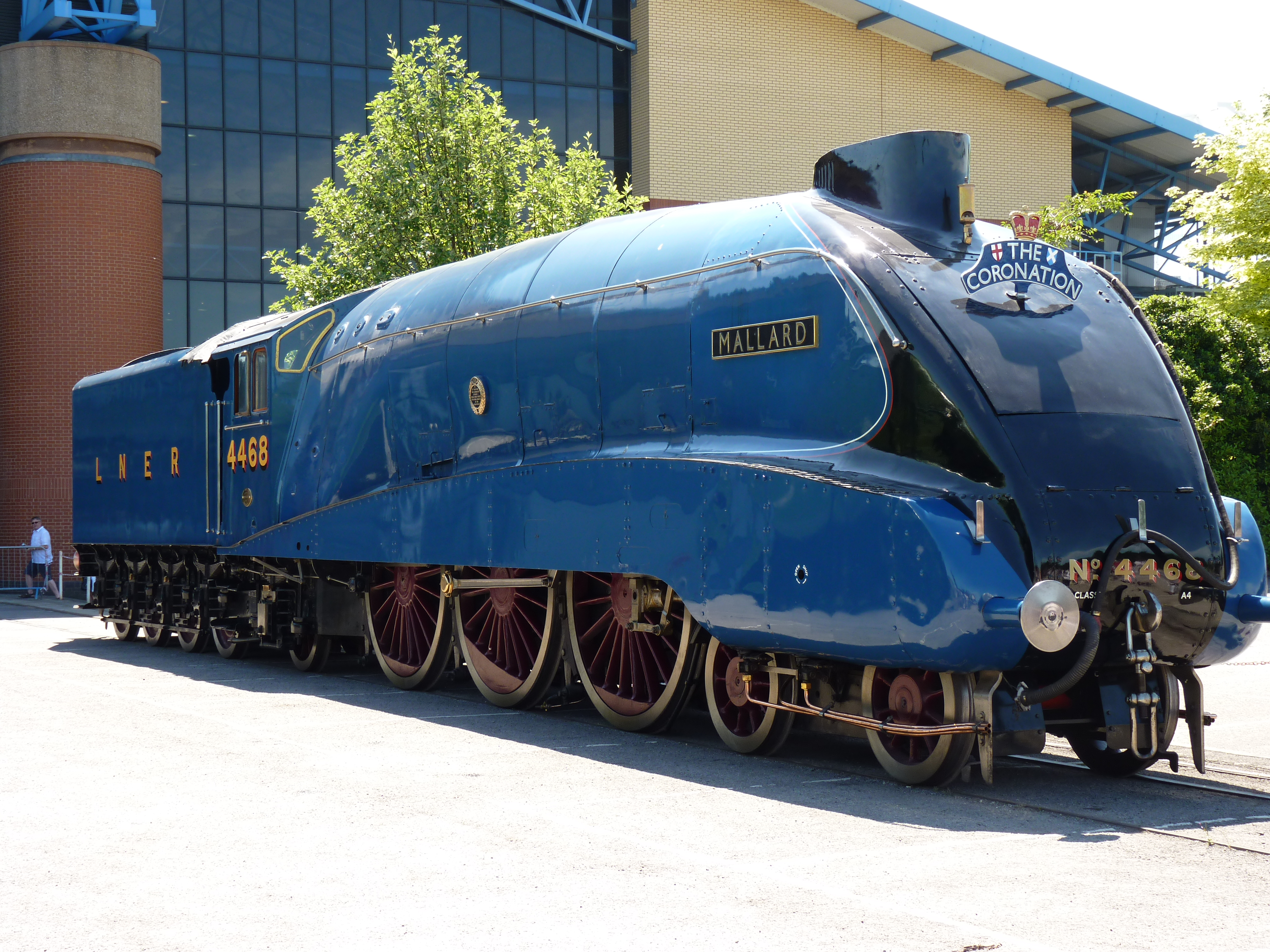
La locomotiva a vapore LNER 4468 "Mallard", detentrice del primato mondiale ufficiale di velocità per la trazione a vapore ferroviaria (202,58 km/h, raggiunti il 3 luglio 1938).

Nato con trazione animale e passato poi alla trazione azionata da motori, il trasporto su rotaia si è sviluppato rapidamente durante la prima Rivoluzione industriale assumendo, fino all'avvento del trasporto automobilistico e di quello aereo, una posizione di monopolio nel trasporto terrestre su distanze medio-lunghe.
A seconda del tipo di domanda servita si distingue in trasporto su rotaia urbano (esercito dal tram e dalla metropolitana) ed extraurbano (ferrovia tradizionale e sistemi sperimentali ad alta velocità come le monorotaie).
Il trasporto su rotaia, che si è aperto fin dall'introduzione della telegrafia all'uso di tecnologie avanzate per il controllo della circolazione, dopo una fase di declino conseguente allo sviluppo dei trasporti automobilistici e aerei in cui si riteneva prossima la sua scomparsa, a partire dalla seconda metà del Novecento ha iniziato il recupero di significative quote di mercato grazie all'elevamento delle velocità di missione e all'integrazione con gli altri modi di trasporto.

### Trasporti a guida non vincolata

#### Trasporti su strada

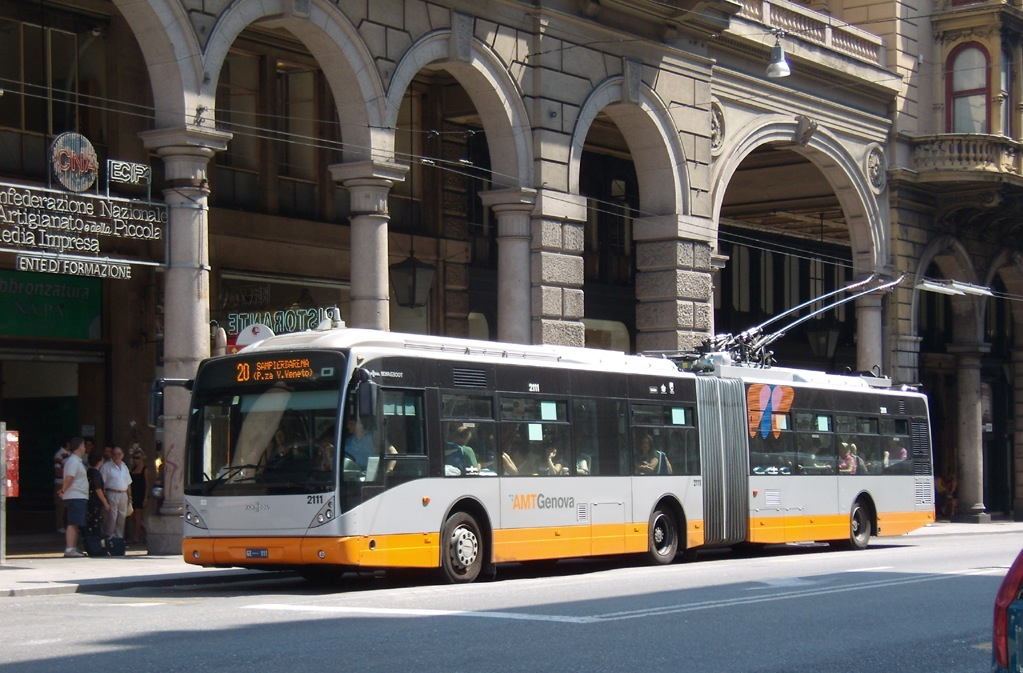
Un filobus a Genova. Introdotto in Italia nel 1904, il filobus ha sostituito in molte città il tram, e dalla fine del Novecento sta conoscendo una seconda giovinezza specialmente a causa della sua flessibilità di gestione.

Il trasporto su strada, sviluppatosi fin dall'antichità grazie alla costruzione, per ragioni politiche e militari prima che economiche, delle reti stradali, ha avuto un decisivo impulso a partire dalla fine dell'Ottocento grazie all'introduzione degli autoveicoli per il trasporto di passeggeri e di merci.
Come tutti i sistemi di trasporto a guida non vincolata, l'autoveicolo gode di notevole flessibilità di esercizio specialmente per la scelta degli itinerari da percorrere. Essa ha costituito una delle ragioni della sua rapida ed eccezionale diffusione, che nel Novecento ha fatto sì che il trasporto automobilistico togliesse a quello ferroviario il monopolio dei trasporti terrestri.
Tuttavia i suoi limiti intrinseci, aggravati da un'inadeguata azione correttiva da parte delle autorità proposte alla pianificazione dei trasporti, hanno condotto, specialmente nei grandi centri urbani, a un insostenibile aumento dell'inquinamento chimico, della rumorosità, della congestione e degli incidenti. A tali problemi si cerca di porre rimedio con provvedimenti di riduzione forzata del traffico, specialmente nei centri storici, e col potenziamento dei sistemi di trasporto pubblico.

#### Trasporto aereo

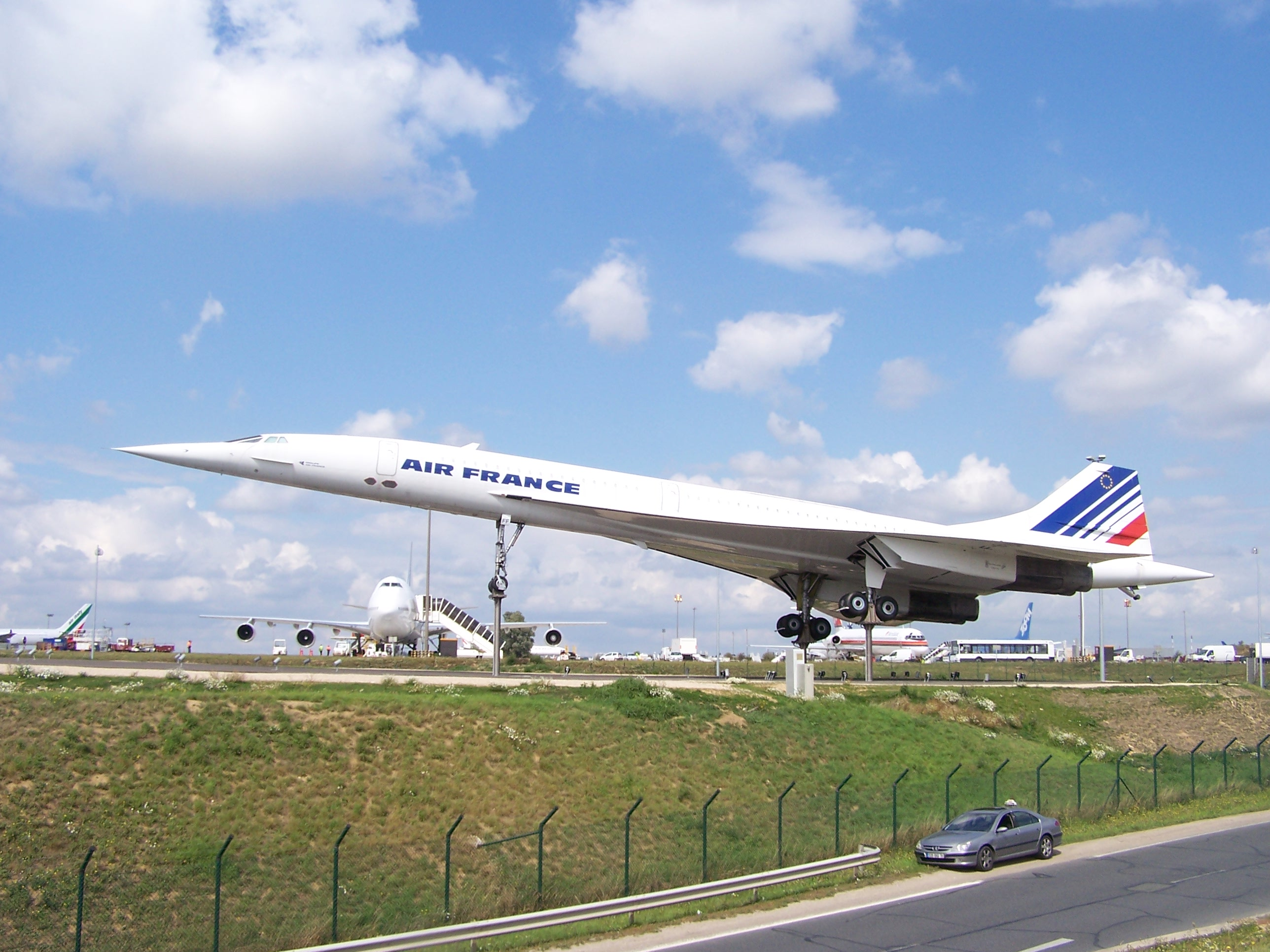
Il Concorde dell'Air France all'aeroporto internazionale Charles De Gaulle. In servizio tra il 1976 e il 2003, il Concorde è stato l'unico aereo supersonico utilizzato per il trasporto di passeggeri civili.

Il trasporto per via aerea utilizza mezzi più leggeri (aerostati: mongolfiere e dirigibili) o più pesanti dell'aria (aeromobili: elicotteri, aeroplani). La sua gestione si basa su terminali a terra (aeroporti) e su vie aeree (aviolinee). L'assistenza al volo, permessa dalle tecnologie elettroniche, si basa su sistemi di localizzazione dei mezzi e di comunicazione fra il personale di terra e gli equipaggi.
Diffusosi nel Novecento, il trasporto aereo si caratterizza per la grande velocità di missione e per il pesante impatto ambientale causato dal rumore (specialmente in fase di decollo e di atterraggio) e dall'elevato consumo energetico causato dalla necessità del sostentamento in aria.

#### Trasporti per vie d'acqua

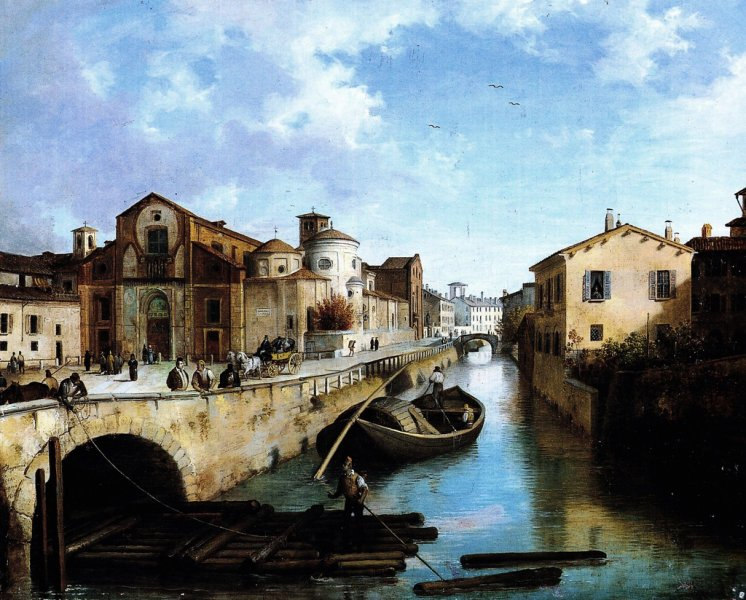
Trasporto merci sul Naviglio all'altezza della chiesa di San Marco (Milano) in un dipinto di Angelo Inganni del 1835. Oltre a barconi e chiatte si vede il trasporto di tronchi d'albero raggruppati. I canali navigabili permettono di estendere all'entroterra i vantaggi del trasporto con natanti.

Il trasporto per vie d'acqua naturali (oceani, mari, laghi e fiumi) e artificiali (canali navigabili) avviene tramite i natanti, tra cui le barche, le navi, le chiatte e altri mezzi ibridi come gli hovercraft.
Sorto nei tempi preistorici, il trasporto per vie d'acqua si sviluppò affidando la propulsione dapprima alle correnti, alla forza muscolare e all'azione del vento. La navigazione meccanica, con motore a vapore, fu introdotta alla fine del Settecento. Dall'Ottocento in poi si è diffusa la navigazione basata sulla propulsione con motori a combustione interna. Sono stati sperimentati altri tipi di propulsione, come quella nucleare, che ha avuto una certa diffusione nel naviglio militare. Dalla metà del Novecento in poi la propulsione muscolare e quella a vela sono utilizzate prevalentemente nel naviglio da diporto.
Il trasporto per vie d'acqua, marittime o fluviali, sebbene lento è particolarmente adatto per il trasporto di grandi quantitativi di particolari tipi di merci, essendo meno costoso del trasporto per via di terra (stradale o ferroviario) e del trasporto aereo intercontinentale. Il trasporto marittimo su brevi distanze e il traghettamento rimangono essenziali nella navigazione di costa e per l'attraversamento di brevi bracci di mare.

### Altri modi di trasporto

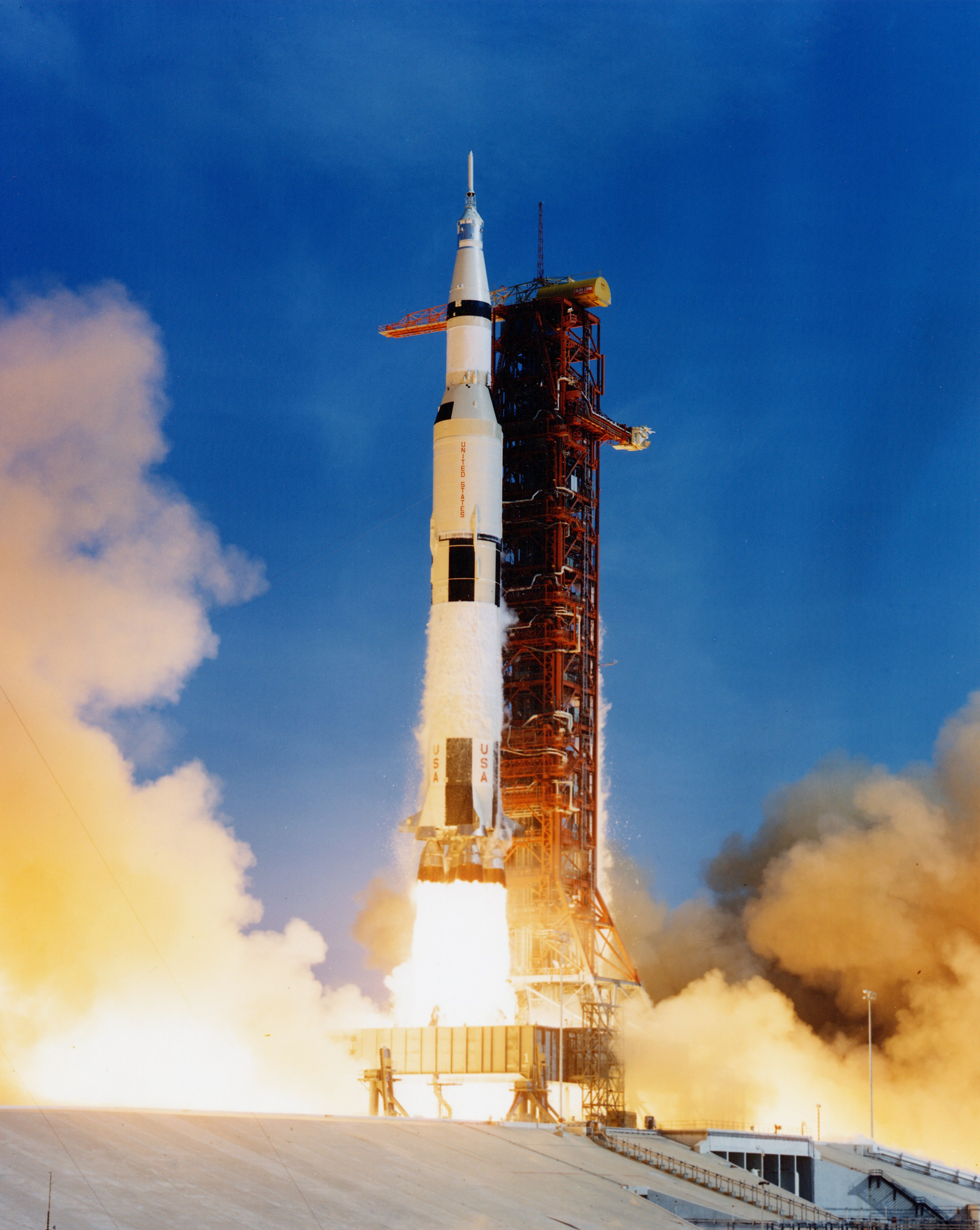
Decollo dell'Apollo 11 da Cape Kennedy il 16 luglio 1969. Il Programma Apollo permise il trasporto di un carico pagante dalla Terra alla Luna e inaugurò l'era del trasporto di esseri umani dal nostro pianeta d'origine a un altro corpo celeste.

Il trasporto di merci, generalmente allo stato liquido o gassoso, può avvenire tramite condotte e viene utilizzato anche per grandi distanza, come nel caso del gas naturale e del petrolio. Trasporti in condotta di merci solide, su brevi distanze, utilizzano sistemi pneumatici.
Il trasporto a fune è utilizzato per vincere grandi dislivelli, all'aperto (cabinovie, funivie e impianti di risalita) e in edifici (ascensori e scale mobili).
Poiché trasporta un carico utile che può essere la strumentazione scientifica o l'equipaggio, rientra nella definizione di trasporto anche il volo spaziale, svolto fuori dal confine convenzionale dell'atmosfera terrestre per mezzo di veicoli spaziali (se gli UFO fossero davvero sonde di provenienza extraterrestre anch'essi rientrerebbero tra i sistemi di trasporto).

## Lo studio scientifico

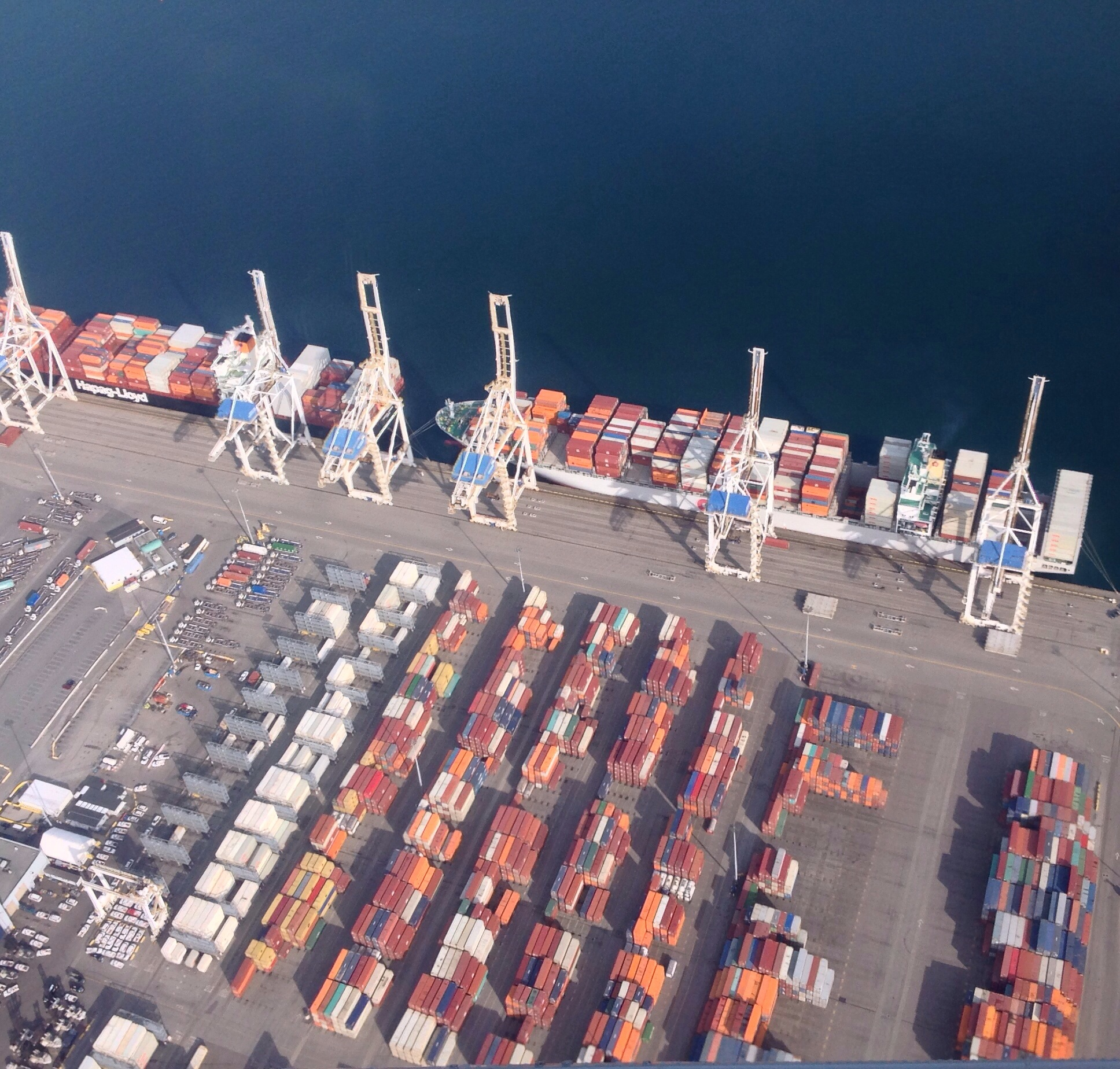
Il terminale per i container del Roberts Bank Superport (Vancouver). La diffusione del container, avvenuta nella seconda metà del Novecento, ha permesso un sensibile incremento dell'intermodalità.

Il sistema dei trasporti può essere diviso in tre sottosistemi: le infrastrutture, i veicoli e la gestione.
- Le infrastrutture comprendono tutta la rete di trasporto (strade, autostrade, ferrovie, canali, condotte, ecc.), e anche i nodi e i terminali (quali ad esempio gli aeroporti, le stazioni ferroviarie, gli interporti, le fermate d'autobus e i porti). Generalmente, il progetto della rete è di competenza dell'ingegneria dei trasporti, dell'ingegneria civile e dell'urbanistica.
- I veicoli quali gli autoveicoli, i motoveicoli e i treni, che viaggiano generalmente su una infrastruttura specifica, e gli aerei e le navi che seguono rotte aeree e rotte navali.
- La gestione, o esercizio, di competenza dell'ingegneria dei trasporti, dell'ingegneria gestionale, dell'ingegneria dei sistemi e dell'economia dei trasporti, è finalizzata alla ricerca del miglior funzionamento dell'intero sistema dei trasporti e delle sue componenti, attraverso gli studi su controllo e sicurezza (segnali stradali, circolazione ferroviaria, controlli dei voli) nonché alla ricerca della più idonea gestione finanziaria, tramite ad esempio pedaggi stradali e ferroviari o l'imposizione di tasse sui carburanti.

Il progetto dei veicoli coinvolge l'ingegneria meccanica e, per i propulsori e i sistemi di controllo e guida, l'ingegneria delle macchine termiche, l'ingegneria elettrica e l'informatica. Le discipline che riguardano i veicoli sono raggruppate, tradizionalmente, secondo i modi di trasporto: si hanno perciò l'ingegneria aerospaziale, l'ingegneria dell'autoveicolo, l'ingegneria ferroviaria e l'ingegneria navale.
Il progetto delle reti, con le relative infrastrutture, è oggetto dell'ingegneria civile e dell'ingegneria dei trasporti, che a partire dalla seconda metà del Novecento ha acquisto, nella ricerca applicata e in ambito universitario, autonomia rispetto alle citate specializzazioni disciplinari.
Le discipline citate si avvalgono della collaborazione di altre, come la dinamica, l'elettrotecnica, la meccanica, l'elettronica o la termotecnica, generalmente presenti anche nei corsi di insegnamento universitario dell'ingegneria già citati.

## Le attività e utilizzo del suolo
L'utilizzo del territorio supporta le attività umane e queste sono spazialmente dislocate. Il trasporto è in gran parte "una richiesta derivata" in quanto necessario ad una determinata attività. Un uso attento del territorio raggruppa le attività consimili (per esempio, la logistica e la vendita degli alimenti) e predispone lo sviluppo di zone ad alta densità in prossimità delle linee e dei mezzi di trasporto, mentre un cattivo uso concentra le attività (quali i luoghi di lavoro) lontano da altre destinazioni (come la residenza e il commercio).
Al di là del problema dei trasporti, alcuni utilizzi del territorio guadagnano efficienza dal raggruppamento. Le attrezzature per i trasporti occupano il suolo ed in città la pavimentazione (dedicata alle vie ed al parcheggio) può eccedere facilmente il 20% del totale complessivo disponibile. Un sistema efficiente di trasporto può ridurre tale spreco, con vantaggio per la vivibilità delle città.

## Aspetti energerici e ambientali
I trasporti con mezzi a motore a combustione interna consumano una grande quantità di energia, prevalentemente sotto forma di combustione degli idrocarburi che, parzialmente bruciati, generano inquinamento.
Benché si vada verso veicoli caratterizzati da minor emissione di inquinanti nell'atmosfera, con regolamenti sempre più restrittivi, la forte crescita del parco veicoli circolante tende a vanificare questi rimedi. Tra essi si segnalano l'uso di combustibili meno inquinanti (come il gas di petrolio liquefatto e il metano).
Un'altra strategia è quella di rendere i veicoli più efficienti, riducendo i consumi di energia, e proporzionalmente lo spreco e l'inquinamento. I veicoli a motore elettrico hanno emissioni dirette nulle, ma finora presentano forti limiti principalmente nell'autonomia, causate dalla tecnologia delle batterie. Il motore a cella a combustibile, che consuma idrogeno (ma anche metano o biogas, etc.), ha emissioni quasi nulle nel luogo in cui viene usato, ma la produzione e conservazione dell'idrogeno è inquinante e pericolosa per la sua infiammabilità.
Il veicolo ibrido combina un motore a scoppio con uno elettrico, ottenendo importanti risparmi nei consumi di carburante. Spesso utilizza anche il recupero dell'energia persa in frenata: quando il guidatore frena, l'energia cinetica persa dal veicolo viene usata almeno parzialmente per ricaricare la batteria, invece che dissiparla tutta in calore nei freni.
La fonte maggiore di perdita energetica degli automezzi convenzionali è dovuta alle irreversibilità del processo termico del motore. Le altre perdite sono dovute all'attrito che si sviluppa durante il movimento, sia viscoso con l'aria sia volvente tra le ruote e la superficie stradale.
Un altro fattore rilevante nel determinare i consumi è il peso del veicolo.

### Riduzione del trasporto inquinante

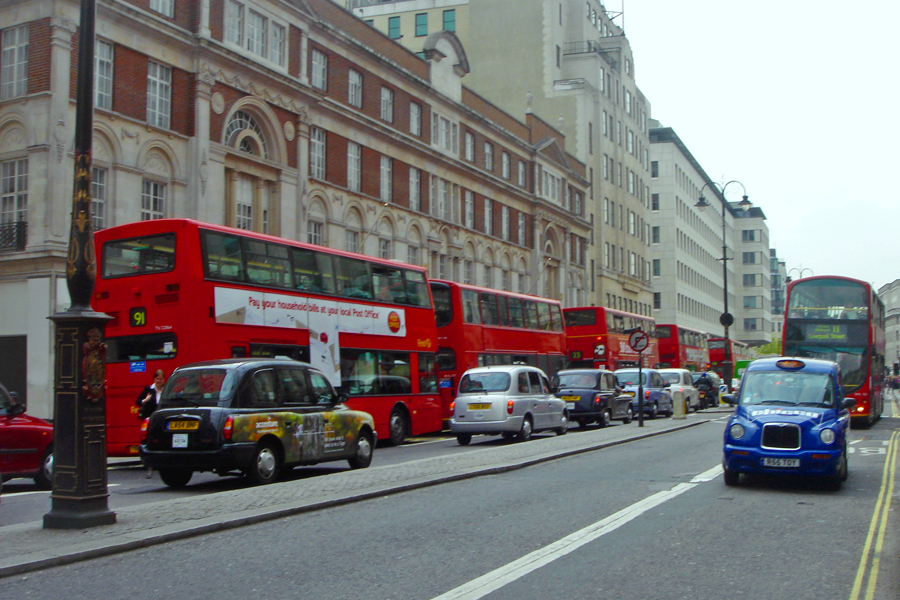
Autobus e taxi a Londra, vicino Trafalgar Square. Un efficiente sistema di trasporti pubblici dà un significativo contributo alla riduzione del traffico privato e alla diminuzione dell'inquinamento acustico e chimico.

Una riduzione dell'inquinamento e degli altri danni provocati dal trasporto può essere ottenuta anche riducendo la quantità di trasporto che viene consumata.
Il trasporto infatti genera danni che hanno un costo ingente per la società e per l'economia, e che vengono denominati costi esterni del sistema dei trasporti.
La crescente presa di coscienza del problema, che comprende anche l'incidentalità, ha spinto i decisori politici nazionali e sovranazionali a studiare e promulgare atti normativi, di pianificazione e di prescrizione, volti a promuovere l'utilizzo dei modi di trasporto meno dannosi per l'ambiente e a sostenere di riflesso una riorganizzazione sociale ed economica che elimini o riduca le cause che generano la domanda di trasporto con modi più inquinanti.